# Giedrius Gustas
Pour les articles homonymes, voir Gustas.
Giedrius Gustas, né le 4 mars 1980 à Kaunas, dans la République socialiste soviétique de Lituanie, est un joueur lituanien de basket-ball, évoluant au poste de meneur.

## Carrière

### Palmarès
- Champion d'Europe 2003
- 3e du championnat d'Europe 2007
- Vainqueur de l'Euroligue 1999 (Žalgiris Kaunas)
- Champion de Lituanie 1999, 2001, 2003, 2004 (Žalgiris Kaunas)
- Champion de Lettonie 2008 (BK Barons)
- MVP de l'EuroCoupe 2008